# Escapulário

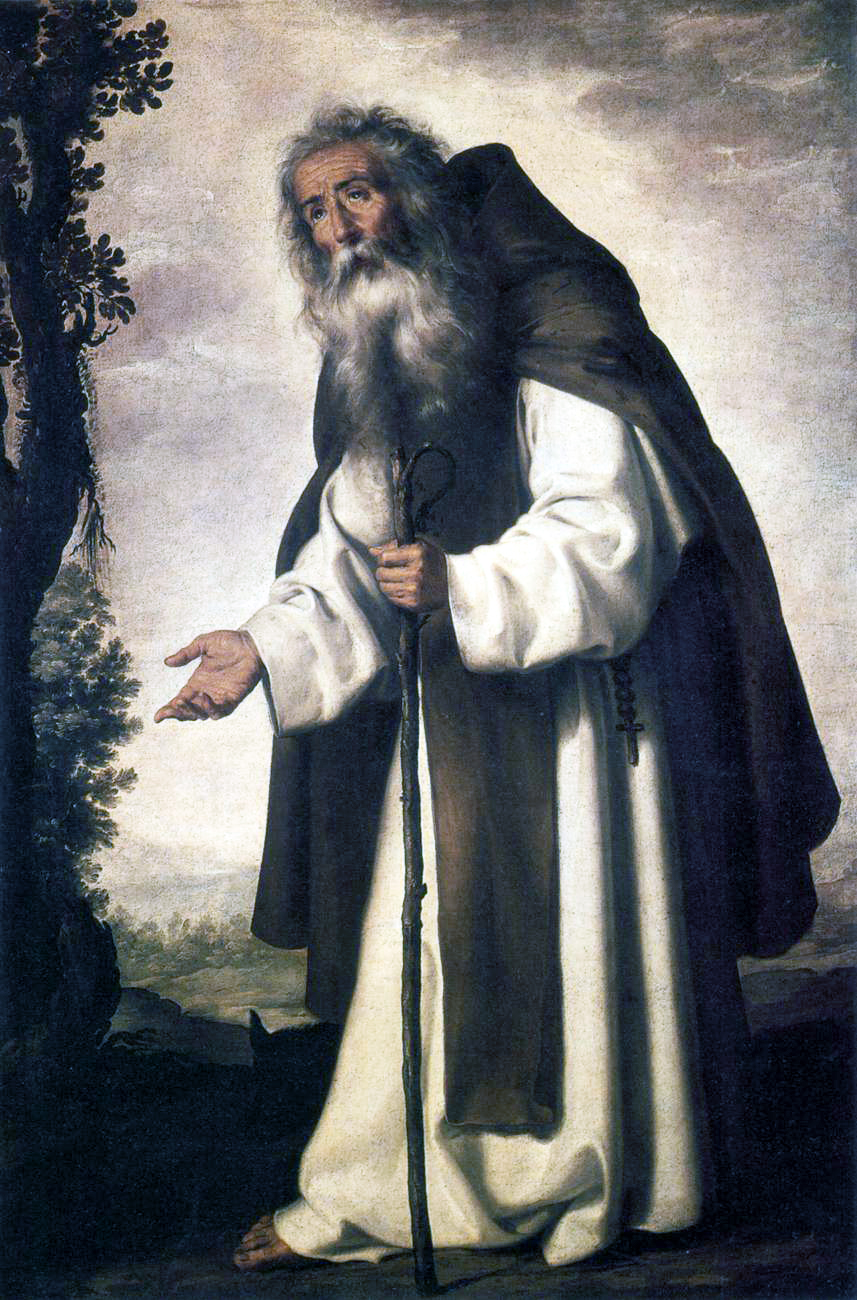
Ábba Antão do Deserto retratado usando um escapulário marrom

O escapulário (do latim scapula, escápula) é um pedaço de pano que envolve integralmente os ombros de quem o veste. O tecido varia em forma, cor, tamanho e estilo, dependendo do uso para o qual foi produzido, nomeadamente para atividades monásticas ou de devoção. A foto mostra o seu formato original.

## Escapulário hoje
Hoje em dia o escapulário é um sacramental usado principalmente pelos católicos. Exibe uma foto do Sagrado Coração de Jesus na parte de trás e na frente uma foto de Nossa Senhora do Carmo.